# 17601 Sheldonschafer
17601 Sheldonschafer (tên chỉ định: 1995 SS) là một tiểu hành tinh nằm ở rìa trong của vành đai chính. Nó được phát hiện bởi Timothy B. Spahr thông qua Catalina Sky Survey ngày 19 tháng 9 năm 1995. Nó được đặt theo tên Sheldon Schafer, an Illinois astronomy educator.